# Chaos and the Calm
Chaos and the Calm è il primo album in studio del cantautore britannico James Bay, pubblicato il 2014.

## Tracce
1. Craving – 3:47
2. Hold Back the River – 3:59
3. Let It Go – 4:21
4. If You Ever Want to Be in Love – 3:58
5. Best Fake Smile – 3:26
6. When We Were on Fire – 3:59
7. Move Together – 4:37
8. Scars – 4:34
9. Collide – 3:24
10. Get out While You Can – 4:41
11. Need the Sun to Break – 3:46
12. Incomplete – 3:41

## Classifiche
| Classifica (2015) | Posizione raggiunta |
| ----------------- | ------------------- |
| Australia         | 3                   |
| Germania          | 3                   |
| Italia            | 13                  |
| Regno Unito       | 1                   |
| Stati Uniti       | 15                  |